# Détachement Valmy
Pour les articles homonymes, voir Détachement Valmy (homonymie).
Le Détachement Valmy est un groupe d'action armé, constitué en septembre 1941 par la direction clandestine du Parti communiste français (PCF)  pour élaborer des actions de résistance contre les troupes d'occupation à Paris, pendant la Seconde Guerre mondiale, mais aussi éliminer d'anciens communistes passés à la collaboration, notamment les responsables du Parti ouvrier et paysan français (POPF), ou qui ont contesté la ligne officielle du Parti dans les années 1939-1940 à la suite du pacte germano-soviétique. Le groupe fut démantelé en octobre 1942 par la police française.

## Présentation
Fondée en septembre 1941, quelques mois après l'invasion de l'Union soviétique par l'Allemagne nazie et le passage dans la clandestinité du Parti communiste, cette police politique, constituée au sein de la Commission des cadres du PCF, est dirigée par Jacques Duclos. Son principal animateur était Marius Bourbon. 
De la quinzaine d'actions menées contre l'occupant par le Détachement Valmy, les plus marquantes sont : 
- le 8 août 1942, l'attentat au restaurant de l'hôtel Bedford, occupé par des militaires allemands ;
- le 10 août 1942, attentat explosif sur la voie ferrée de la Petite Couronne ;
- le 8 septembre 1942, l'explosion d'une bombe au cinéma Garenne-Palace (un soldat allemand tué, quatre autres blessés) ;
- le 10 septembre 1942, l'attentat à la grenade contre un détachement de la Wehrmacht Rue d'Hautpoul dans le 19e  arrondissement (neuf soldats allemands blessés) ;
- le 17 septembre 1942, l'attentat à la bombe au cinéma Le Grand Rex (cinq soldats allemands blessés) ;
- le 13 octobre 1942, l'attentat à la gare de Paris-Montparnasse[1].

Certaines des armes employées pour ces opérations (grenade Mills) avaient été prises parmi celles envoyées par Londres au PCF.
En septembre 1942, le Détachement Valmy fait circuler des tracts appelant à manifester à Paris et en banlieue le 20 du mois à l'occasion de l'anniversaire de la bataille de Valmy qui vit l'armée de la Révolution vaincre les Prussiens. Informées par des agents du général SS Karl Oberg, les autorités allemandes, par précaution, ordonnent la fermeture des théâtres, cinémas et autres lieux de loisir entre 3 heures de l'après-midi et minuit le 19 septembre en Seine, Seine-et-Oise et Seine-et-Marne ; elles interdisent également la tenue de toutes les réunions publiques, y compris les rencontres sportives. Le lendemain, on interdit aux civils, à l'exception de ceux ayant une autorisation officielle, de sortir dans la rue entre 3 heures de l'après-midi et minuit.
Les exécutions d'anciens communistes passés à la collaboration ou de personnalités considérées comme « traîtres au parti » ont aussi été nombreuses. On peut notamment citer :
- Marcel Gitton, ancien numéro 3 dans la hiérarchie du parti avant la guerre, critique véhément de celui-ci, de l'Union soviétique et du Komintern après la défaite de juin 1940 et devenu secrétaire général du POPF, tué le 5 septembre 1941[4],[5] ;
- Fernand Soupé, ancien maire communiste de Montreuil et militant du Parti populaire français (PPF), gravement blessé en décembre 1941 ;
- Georges Déziré, accusé de dénonciations de résistants, ce qui se révélera faux, le 17 mars 1942[6] ;
- Albert Clément, ancien rédacteur en chef de La Vie ouvrière devenu cadre du Parti populaire français (PPF), le 2 juin 1942 ;
- Mathilde Dardant, agent de liaison de Jacques Duclos, le 6 octobre 1942[7].

Le Détachement Valmy est démantelé en octobre 1942, lorsque la police française arrête tous ses membres. Livrés aux Allemands, ses principaux responsables (Bourbon, Cretagne, Bevernage, Focardi...) sont déportés au camp de Mauthausen.
Après la Libération, le Parti communiste français désavoue officiellement l'action du groupe Valmy : la commission politique de contrôle mise en place préconise des exclusions ou suspensions.
En 1949, Marcel Servin revient sur l'exécution de Mathilde Dardant, et rend un rapport interne sévère vis-à-vis de Jacques Duclos ; ce rapport n'aura cependant pas de suites.
Les historiens Jean-Marc Berlière et Franck Liaigre, avec la découverte et le dépouillement d'archives totalement inédites de la police française, dénoncent en 2007 "l'existence de cette « Guépéou » du Parti".

## Mouvement Valmy
Le détachement Valmy et le groupe Valmy ne doivent pas être confondus avec le mouvement du même nom créé par Raymond Burgard, résistant de la première heure qui fonde, avec Jules Bellaz, Paulin Bertrand, Alcide Morel, Henri Féréol, Maurice Lacroix et André Vellay, un mouvement de résistance du même nom, le 21 septembre 1940. Ils sont tous issus du parti catholique de gauche Jeune République. En janvier 1941 paraît  le premier numéro de leur journal clandestin baptisé également Valmy. Ils se fixaient comme objectif de sauver la démocratie et contester l’occupation du pays.